# Конфликт в Прешевской долине
Конфликт в Прешевской долине (алб. Lufta në Luginën e Preshevës), также Конфликт в Южной Сербии (серб. Сукоби на југу Србије) — боевые действия между войсками СР Югославия (ВС и полиция) и незаконным вооружённым формированием «Армия освобождения Прешева, Медведжи и Буяноваца» в Прешеве, Медведже и Буяноваце, и некоторых местах соседних общин на юге Союзной Республики Югославия.

## Ход событий
В июне 1999 года в общине Буяновац в селе Добросин был создан штаб АОМПБ. Первоначальная численность бандформирования составляла около 800 боевиков.
Албанские боевики «Армии освобождения Прешева, Медведжи и Буяноваца» боролись за отделение этих территорий от Югославии. Эскалация происходила в 5-километровой «наземной зоне безопасности», созданной в 1999 году на территории Югославии по итогам военного вмешательства НАТО в соответствии с Кумановским военно-техническим соглашением. По соглашению югославская сторона не имела права держать в НЗБ вооружённые формирования, кроме местной полиции, которой разрешалось иметь только лёгкое стрелковое оружие.
Многие члены АОПМБ ранее состояли в АОК.
Пик активности «Армии освобождения Прешева, Медведжи и Буяноваца» пришёлся на 2001 год, совпав с конфликтом в Македонии.
Положение на юге Югославии стабилизировалось после достижения в мае 2001 года между Белградом и НАТО договоренности о возвращении контингента югославских войск в «наземную зону безопасности». Были также достигнуты договоренности об амнистии для сдавшихся боевиков, формировании многонациональных полицейских сил, интеграции местного населения в общественные структуры.

### Хронология
- 21 и 22 ноября 2000 года в общине Буяновац близ села Лучане[серб.] снайперским огнём албанских боевиков было убито трое и ранено пятеро полицейских[15]. После этого МВД начало проведение контртеррористической операции[16]. К 28 ноября погибло четверо полицейских и свыше 10 человек ранено[17].
- 11 декабря 2000 года, по данным косовской газеты Koha Ditore[англ.], в Косове близ границы с общиной Прешево бойцы KFOR арестовали вооружённого боевика АОПМБ. Впоследствии он был помещён в тюрьму в лагере Бондстил.
- В ночь с 30 на 31 декабря 2000 года в общине Прешево на автодороге Прешево—Гнилане боевики АОПМБ захватили в заложники шесть человек сербской национальности. Впоследствии, все они были освобождены при посредничестве KFOR и президента СРЮ[15].
- 18 февраля 2001 года:
  - В общине Буяновац близ села Лучане[серб.] на противотанковой мине подорвалась патрульная машина. Трое полицейских, то есть все, находящиеся в машине, погибли[18].
  - В общине Буяновац из засады албанские боевики обстреляли полицейскую машину из миномётов и стрелкового оружия. Сербы открыли ответный огонь. По некоторым данным, среди боевиков были потери[19].
  - В общине Вране албанские боевики атаковали полицейский пост на горе Святого Илии (1247 м)[19].
- 10 марта 2001 года стало известно о заключении соглашения о прекращении огня между НАТО и АОПМБ[20].
- 25 марта 2001 года информационное агентство NEWSru.com сообщило, что с территории Югославии в Македонию проникли боевики АОПМБ и начали боевые действия против правительственных сил[21].
- 29 марта 2001 года в общине Прешево в окрестностях деревни Черевайка[серб.] албанские боевики выстрелили из миномёта по посту, на котором находились трое полицейских. Жертв нет[22].
- 11 апреля 2001 года албанские боевики обстреляли бойцов KFOR на косовско-югославской границе. В результате, убит российский миротворец Михаил Шуйцев[23]
- 12 мая 2001 года албанские боевики обстреляли из миномётов три деревни в общине Прешево. Было выпущено не менее 100 мин. Сербы ответный огонь не открывали[24].
- 13 мая 2001 года обстрелы из миномётов и пулемётов албанскими боевиками югославских войск продолжились[25].
- 12—13 мая 2001 года албанские боевики захватили деревню Аровач.
- Утром 14 мая 2001 года сербские войска начали штурм деревни Аровач. Несколько боевиков убито, трое сербских военнослужащих было ранено[26].
- 15—16 мая 2001 года в общине Прешево шли ожесточённые бои за деревню Ораевица[серб.]. В результате, убито 14 албанских боевиков[27].
- 16 мая 2001 года 80 албанских боевиков, которые вели боевые действия в Ораевице, пересекли косовско-югославскую границу и добровольно сдались бойцами KFOR[27].
- 21 мая 2001 года при попытке незаконно пересечь косовско-югославскую границу бойцами KFOR был арестован полевой командир Мухамет Джемайли[англ.][28].
- 24 мая 2001 года началась операция «Браво»[1].
- 1 июня 2001 года завершилась операция «Браво»[29].

## Потери сторон
По данным информационного агентства NEWSru.com, за всё время противостояния АОПМБ и СРЮ погибло 68 человек, из них — 14 полицейских.
Новица Здравкович, глава полиции Пчиньского округа, заявлял, что за 2000 год албанскими боевиками совершено 313 нападений, в которых погибло 24 человека, из них — 8 полицейских, 7 террористов и 9 мирных жителей. Также за этот год были похищены 14 человек, из них — 9 освобождены, судьба 4 осталась неизвестной.

## Последствия конфликта
После роспуска АОПМБ обстановка в регионе стала спокойнее. Однако часть боевиков продолжила провокационную деятельность в составе Албанской национальной армии.